# Zgornji Log
Zgornji Log este o localitate din comuna Litija, Slovenia, cu o populație de 135 de locuitori.